# Eventyret i Hollywood
Eventyret i Hollywood (originaltitel Hollywood) er en amerikansk stumfilm fra 1923 af James Cruze.

## Medvirkende
- Hope Drown som Angela Whitaker
- Luke Cosgrave som Joel Whitaker
- George K. Arthur som Lem Lefferts
- Ruby Lafayette som Whitaker
- Harris Gordon som Dr. Luke Morrison